# Akustikloft
Et akustikloft er et loft af lydabsorberende materialer.  Blød, ujævn eller porøs overflade bidrager til lydabsorption og gør, at lyden i rummet fremtræder med en behagelig efterklangstid, der giver et godt akustisk miljø. Akustiklofter produceres i forskellige former og overflader.
Akustikloft kan produceres i gips plader, metalplader,træ hulplader, blanding af organiske materieller med uorganiske materieller,i form af tekstil, mineraluld med med beskyttelse overflade,osv.
Systemloft, nedhængt loft eller akustikpuds er også eksempler af akustiklofter som ofte bruges til lydregulering i rum.

## Ekstern henvisning
- bolius.dk – 19-08-2008 – Flere vil have lydregulerende lofter Hentet 17-06-2011
- Jan Voetmann: Om akustik (Webside ikke længere tilgængelig)
- http://www.clipso.dk/akustik-loft/

| Byggeri og bygningsdele | Spire Denne artikel om byggeri og bygningsdele er en spire som bør udbygges. Du er velkommen til at hjælpe Wikipedia ved at udvide den. |